# Афраймович, Валентин Сендерович
Валенти́н Се́ндерович Афраймо́вич (англ. Valentin Afraimovich; 2 апреля 1945 — 21 февраля 2018) — советский и российский математик, работал в области динамических систем и обыкновенных дифференциальных уравнений.. В 1998 году эмигрировал в Мексику.

## Биография
Родился 2 апреля 1945 года в Кирове в еврейской семье. Отец — участник Великой Отечественной войны, агротехник Сендер Исаакович Афраймович (1921—?), автор монографии «Агротехника многолетних трав» (1984).
Вырос в Богородске Горьковской области, где окончил школу № 3, затем Горьковский государственный университет имени Лобачевского. Получил распределение в Горьковский НИИ прикладной математики и кибернетики. Кандидат наук с 1974 года, доктор наук с 1990 года (защитился в Саратовском государственном университете).
В 1991 году был приглашён читать лекции в Технологическом институте Джорджии, Атланта, штат Джорджия, США, где затем работал в 1992—1995 годах. В 1995—1996 годах работал в Северо-Западном университете в Эванстоне (пригород Чикаго), штат Иллинойс. В 1996—1998 годах — в университете National Tsing Hua University, Синьчжу, Тайвань.
С 1998 года жил в Мексике, работал в университете Universidad Autónoma de San Luis Potosí в городе Сан-Луис-Потоси. В настоящее время одна из аудиторий университета носит его имя.
Дети: сын Евгений, живёт в Нижнем Новгороде; дочь Александра, живёт в Бостоне вместе с матерью Людмилой.
Лауреат Lagrange Award 2012 года.

## Монографии
- В. И. Арнольд, Ю. С. Ильяшенко, В. С Афраймович, Л. П. Шильников Теория бифуркаций. М.: ВИНИТИ, 1986. — 218 с.
- В. С. Афраймович, А. В. Гапонов-Грехов, М. И. Рабинович. Устойчивость, структуры и хаос в нелинейных сетях синхронизации. Горький: Институт прикладной физики АН СССР, 1989.
- I. S. Aranson, V. S. Afraimovich, M. I. Rabinovich. Multidimensional Strange Attractors and Turbulence. Routledge, 1989.
- V. I. Arnold, V. S. Afrajmovich, Yu. S. Il'yashenko, L. P. Shil'nikov. Dynamical Systems V: Bifurcation Theory and Catastrophe Theory. Springer, 1994. — 274 p.
- V. S. Afraimovich, V. I. Nekorkin, G. V. Osipov, V. D. Shalfeev. Stability, Structures and Chaos in Nonlinear Synchronization Networks. World Scientific, 1994. — 260 p.
- Valentin Afraimovich, Sze-Bi Hsu. Lectures on chaotic dynamical systems. American Mathematical Society, 2003.
- Valentin Afraimovich, Edgardo Ugalde, Jesus Urias. Fractal Dimensions for Poincare Recurrences. Elsevier, 2006.
- В. Афраймович, Э. Угальде, Х. Уриас. Фрактальные размерности для времён возвращения Пуанкаре. Пер. с англ. М.—Ижевск: Институт компьютерных исследований, 2011.

## Международная премия В. Афраймовича

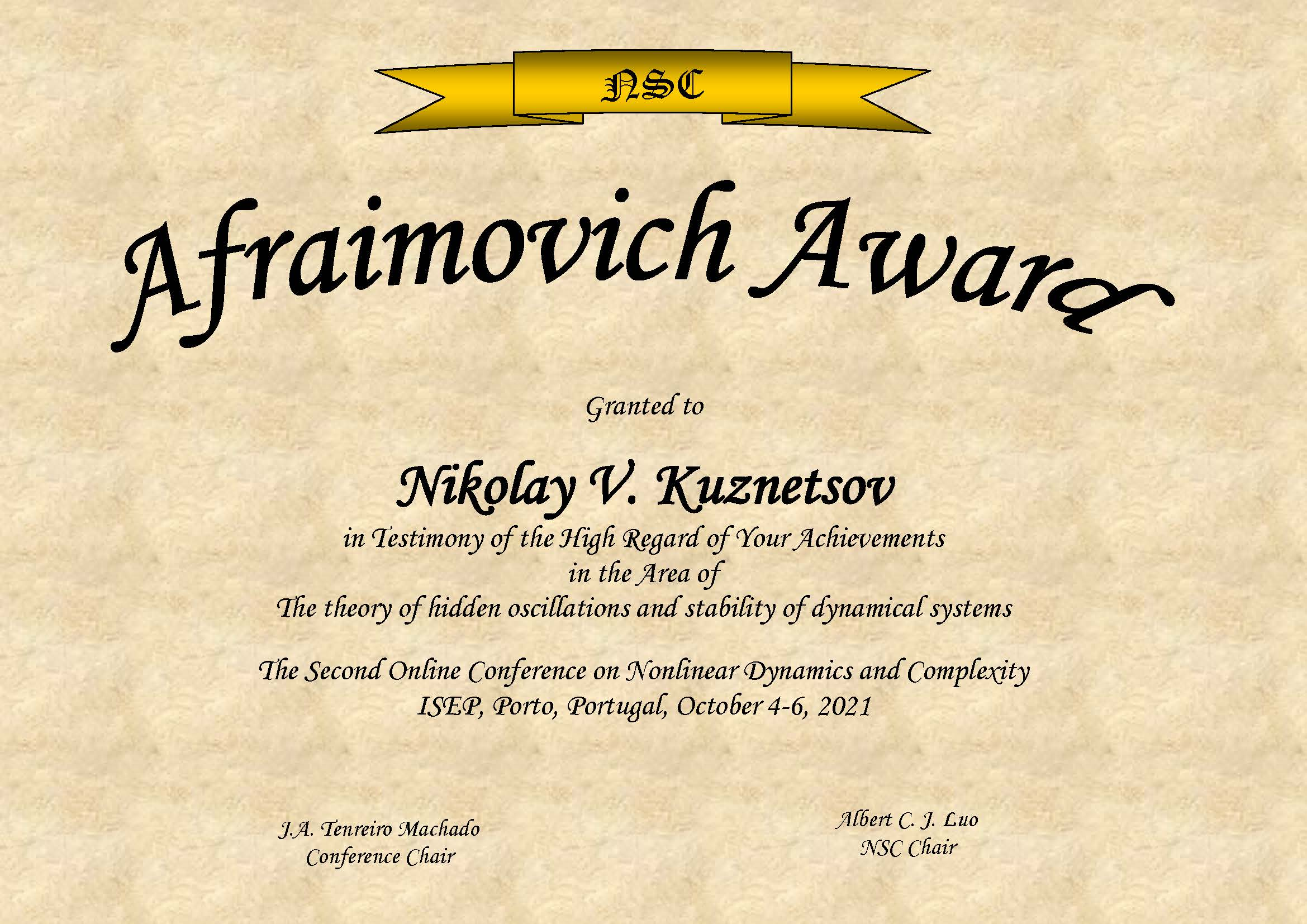
Диплом лауреата премии 2021г.

В 2020 году сообществом Nonlinear Science and Complexity учреждена международная премия имени В. Афраймовича, которая ежегодно присуждается выдающимся молодым ученым в области нелинейной динамики.